# Dénervation sympathique rénale
La dénervation sympathique rénale est une technique consistant à pratiquer une brûlure superficielle de l'intima des artères rénales à l'aide d'un cathéter relié à un générateur de radiofréquences. Elle est utilisée dans certains cas d'hypertension artérielle réfractaire aux traitements médicamenteux avec de bons résultats.

## Mécanisme d'action
La stimulation du système nerveux sympathique rénal entraîne une baisse du volume d'urine (diurèse) et de l'excrétion de sodium de manière indépendante des conditions de perfusion. Cette stimulation se fait par le biais de nerfs passant dans la paroi de l'artère rénale.
Les modèles animaux montrent toutefois qu'il peut exister une réinnervation rénale partielle dans les quelques années après la procédure, avec, cependant, un bon résultat persistant sur les niveaux tensionnels. 

## Historique
La résection chirurgicale des nerfs splanchniques a été fait dès les années 1950. Les premiers essais par ablation par radiofréquence par voie endovasculaire remontent à 2009.

## Technique
Une imagerie des artères rénales doit être faite avant la procédure afin d'anticiper le nombre et la position des artères rénales ou la présence d'autres anomalies (dont athérome). Elle peut être faite par échographie doppler ou par scanner avec injection d'un produit de contraste iodée. Elle peut être également faite par une angiographie au tout début de la procédure.
Le geste doit être fait sous anticoagulants (le plus souvent, injection d'héparine peu avant ou pendant l'intervention) afin d'éviter la formation d'un thrombus (caillot) sur la paroi artérielle.
L'abord se fait par voie fémorale artérielle et sous contrôle radiologique. L'acte se réalise sous anesthésie générale, la brûlure de l'artère étant douloureuse.
dans un premier temps, une artériographie les artères rénales est réalisée afin de visualiser les positions et le nombre de ces dernières (dans le cas le plus simple, une de chaque côté). Le cathéter d'ablation est positionné à l'intérieur de l'artère et une brûlure est réalisée sur tout le pourtour de l'artère par l'application d'un courant alternatif de moyenne fréquence (entre 350 et 500 Hz). L'ensemble des artères rénales est traitée ainsi le plus souvent en une seule procédure. La sonde est retirée et l'artère fémorale est comprimée manuellement, puis par un pansement compressif, ou, parfois, fermée par un système dédié. Une autre technique consiste à l'emploi d'ultrasons émise par des cristaux piézoélectriques situés en périphérie d'un ballon qui occlue transitoirement l'artère rénale à traiter. 
Le cathéter d'ablation peut comporter une seule électrode distale, ou plusieurs électrodes, ce qui permet de raccourcir la durée de l'acte.
L'ablation doit éviter les zones où existe un athérome. La procédure demande entre une demi-heure et une heure.
Le patient est mis systématiquement sous antiagrégants plaquettaires pendant au moins quatre semaines après l’intervention.

## Résultats
La réduction de la tension artérielle n'est pas immédiate et peut demander plusieurs semaines.
La pression systolique est réduite, en moyenne, d'un peu plus de 30 mmHg. Les effets sur les chiffres tensionnels persistent, avec un recul atteignant deux ans. La rigidité artérielle est diminuée, comme l'atteste une diminution de la vitesse de propagation de l'onde de pouls. Il existe également une amélioration de la sensibilité à l'insuline, des apnées du sommeil lorsqu'elles existent ainsi que de meilleurs résultats sur l'absence de récidive d'arythmie lorsque la dénervation est couplée avec une isolation des veines pulmonaires (traitement ablatif de la fibrillation auriculaire). À moyen terme, cette technique permet la réduction de la masse ventriculaire gauche et l'amélioration des paramètres de remplissage (fonction diastolique).
Cette réduction de la tension artérielle s'observe chez les hypertendus sévères malgré un traitement médical lourd, mais aussi chez les patients présentant une HTA plus modérée, toujours malgré un traitement médical adapté.
La réduction de la pression artérielle moyenne, mesurée par le monitoring ambulatoire de la pression artérielle (MAPA) semble cependant moindre.
L'échec de la procédure peut être secondaire à une dénervation insuffisante mais aussi à des facteurs autres (par exemple, incapacité du lit artérielle à se vasodilater malgré la levée de la stimulation sympathique) et il n'est donc pas évident qu'une deuxième intervention du même type soit intéressante.
La technique étant récente, il n'existe pas d'évaluation de son efficacité à long terme, en particulier sur le risque de survenue de maladie cardiovasculaire. Jusqu'en 2013, la totalité des études concernant la dénervation rénales sont des études ouvertes (c'est-à-dire le patient connaissant son traitement) ne pouvant exclure un effet placebo. Pour pallier cela, une étude en simple aveugle a été lancé entre 2011 et 2013 (le groupe témoin ayant une artériographie simple, sans dénervation) et n'a pas prouvé de supériorité de la dénervation, ce qui a remis temporairement en cause l'intérêt de la technique. D'autres études ont confirmé, depuis, l'efficacité de la technique.

## Accidents et incidents
Ils sont rares, en rapport avec l'abord artériel ou l'anesthésie. des cas de sténose de l'artère rénale séquellaire de la procédure, a été rapporté,, mais ces complications sont rares et surviennent, en règle, dans la première année. Il n'existe pas de dégradation de la fonction rénale mais l'insuffisance rénale sévère est un critère de non-inclusion dans les études d'évaluation de la technique.

## Indications
En 2013, la technique est considérée comme encore expérimentale aux États-Unis et n'est théoriquement réalisée que dans le cadre de protocoles de recherche. La Société européenne de cardiologie a publié en 2013 des recommandations sur ses indications. Elles ont été actualisées en 2023.
la dénervation rénale est avant tout proposée dans les hypertensions artérielles essentielles (sans cause retrouvée), sévères et non maîtrisées par un traitement médicamenteux optimal (trithérapie, dont un diurétique). La présence d'une insuffisance rénale doit rendre très prudente l'indication proposée devant le risque théorique de la technique.